# André Adam (Diplomat)
André Adam (* 10. September 1936 in Brüssel; † 22. März 2016 ebenda) war ein belgischer Diplomat.

## Leben
André Adam heiratete Danielle Adam-David. Von 1986 bis 1990 war Adam Botschafter in Algier. Von 1992 bis 1995 leitete er die Abteilung Politik im belgischen Außenministerium.
Als Botschafter in Kinshasa führte er im März 1991 mit Laurent Monsengwo Pasinya ein Gespräch über Mobutu Sese Seko und übermittelte dessen Einschätzungen in einem Brief nach Brüssel. 2000 bis 2003 war er  Ständiger Vertreter Belgiens bei den Vereinten Nationen in New York.
Adam wurde am 22. März 2016 bei den Terroranschlägen in Brüssel getötet.